# بخش الوکارلبی
بخش الوکارلبی (به سوئدی: Älvkarleby kommun) یک ناحیه شهری در سوئد است که در شهرستان اوپسالا واقع شده‌است.